# Dainius Junevičius

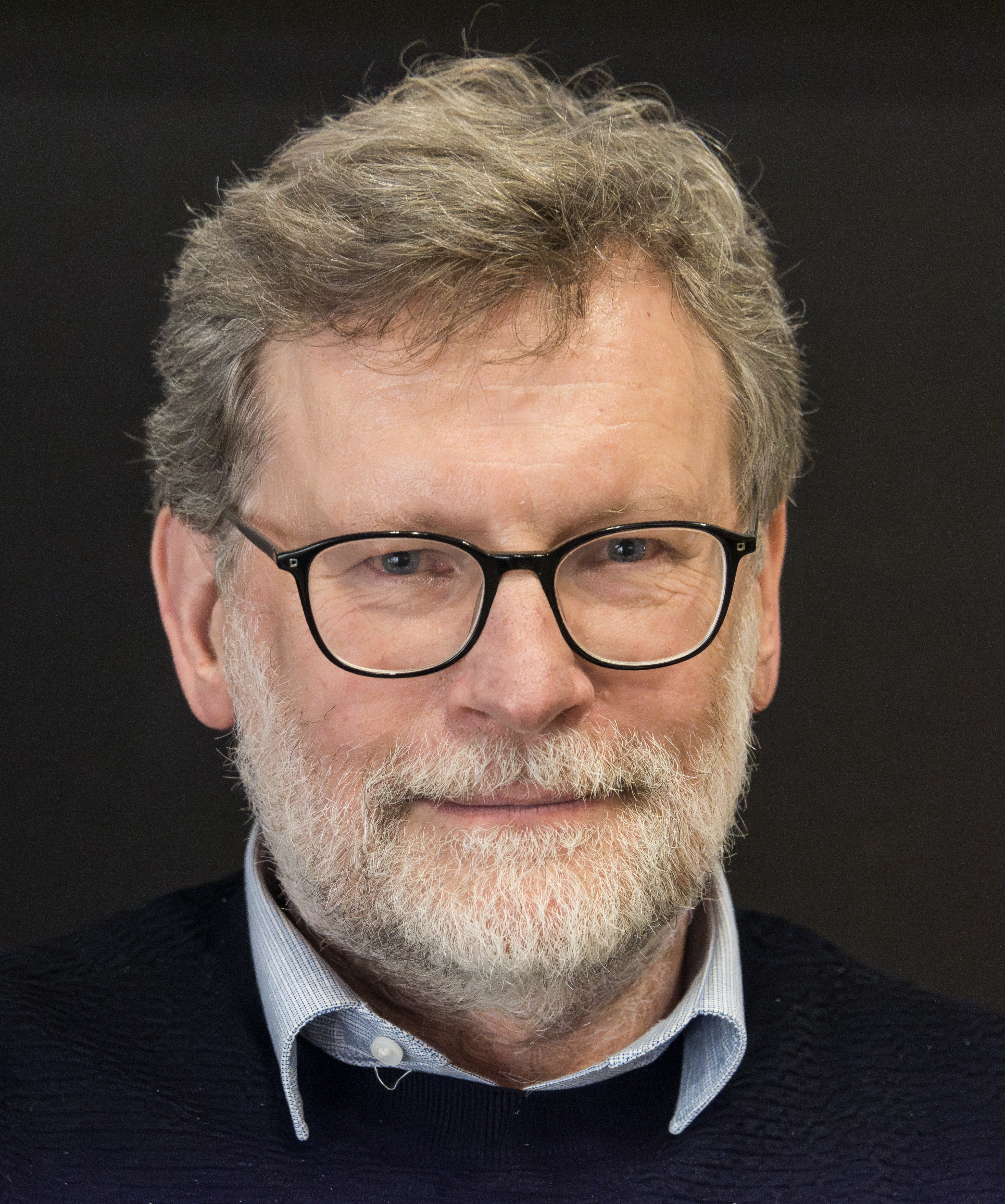
Dainius Junevičius

Dainius Junevičius (* 28. Juli 1958 in Kaunas) ist ein litauischer Diplomat und Botschafter.

## Leben
Nach dem Abitur 1976 in Kaunas absolvierte er 1981 das Diplomstudium der Physik an der Universität Vilnius. Von 1985 bis 1988 studierte er in der Aspirantur am Halbleiterphysik-Institut der Lietuvos mokslų akademija. Von 1981 bis 1983 arbeitete er als Ingenieur im Unternehmen „Venta“ und von 1983 bis 1990 als wissenschaftlicher Mitarbeiter. Ab 1991 arbeitete er im Außenministerium Litauens. Von 1992 bis 1994 war er Botschafter in Polen, von 2001 bis 2006 in Griechenland (von 2002 bis 2006 auch in Bulgarien, Rumänien und Albanien),
ab 2010 in Ägypten.

## Auszeichnungen
- 2001: Offizierskreuz des „Verdienstordens der Republik Polen“[1]
- 2003: Orden für Verdienste um Litauen, Komandoro kryžius[2]

- 2019: Kommandeurkreuz des „Verdienstordens der Republik Polen“[3]